# Thăng Trường
Thăng Trường là một xã thuộc thành phố Đà Nẵng, Việt Nam.
Xã Thăng Trường có diện tích 20,34 km², dân số năm 2019 là 7.109 người, mật độ dân số đạt 350 người/km².